# Штурм Зони 51, Вони не зможуть зупинити всіх нас

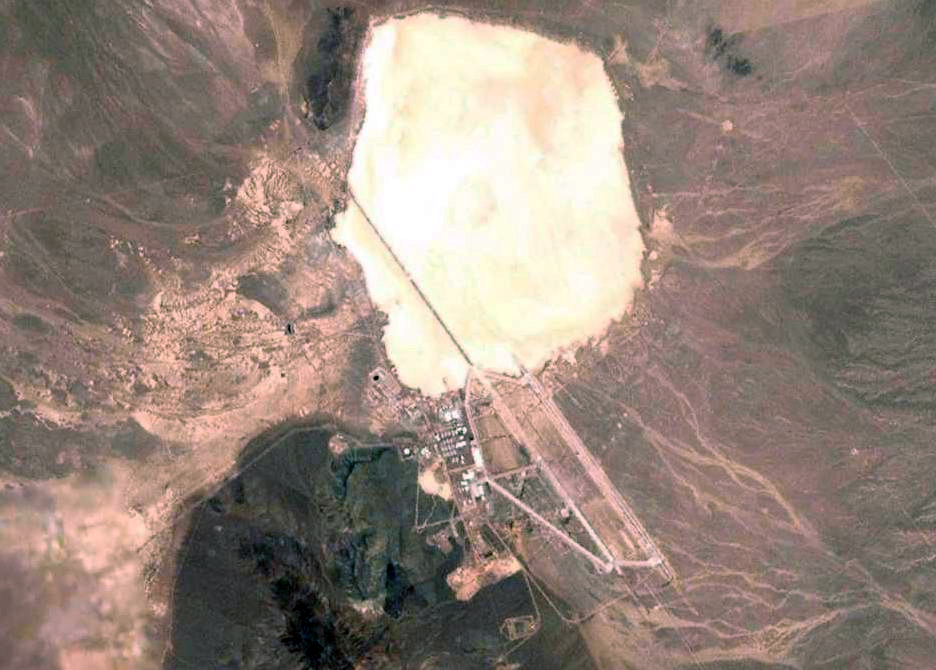
Знімок Зони 51 з космосу

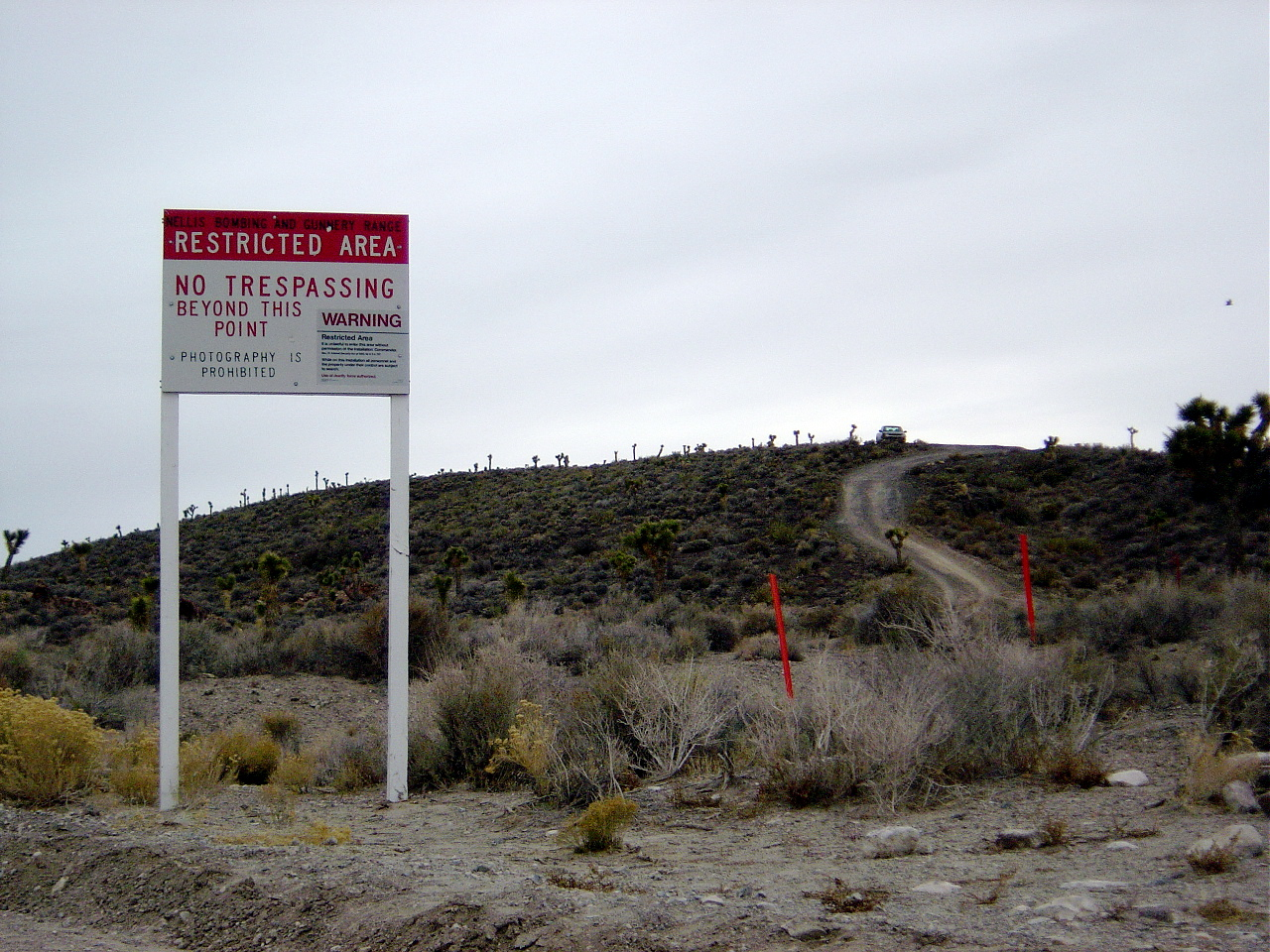
Попереджувальний знак біля Зони 51

Штурм Зони 51, Вони не зможуть зупинити всіх нас (англ. Storm Area 51, They Can't Stop All of Us) — фейсбук-подія, яку було заплановано на 20 вересня 2019 року, на Зоні 51, базі Повітряних сил США задля рейду, щоб знайти позаземне життя. Подія була створена Метті Робертсом, який визнав що це було зроблено як жарт і не буде брати відповідальності за будь-які жертви, якщо люди справді спробують здійснити рейд на військову базу. Робертс опублікував подію 27 червня 2019 року. Приблизно 2,010,000 людей відповіли на подію, що вони будуть брати участь і 1,500,000 заявили про цікавість на сторінці події.
Речник Військово-повітряних сил США Лора Мак-Ендрюс повідомила, що уряд знає про цей мем і відмовляв людей від спроби проникнути на територію військової бази. Правоохоронці Невади також попередили потенційних учасників у події. Ця подія повністю є жартом і вплинула на бізнес у Неваді та у цілій країні, спричинила приготування товарів для відвідувачів.

## Історія
Зона 51 завжди була об'єктом для конспірологічних теорій щодо прибульців від 1950-х років, коли деякі персони повідомили про те, що вони бачили НЛО на локації бази, приблизно в той час, коли армія почала використовувати Lockheed U-2 літаки в області, які належали ЦРУ. ЦРУ розсекретило документи пов'язані до Зони 51 і визнало її існування лише у 2013 році. Прихильники теорій змови вірять, що прибульці, НЛО, або секрети пов'язані до них зберігаються на Зоні 51. У червні 2019 року Пентагон провів брифінг для Конгресу США про НЛО, яке бачили пілоти ВМС США. Президент США Дональд Трамп також брав участь у брифінгу щодо НЛО.
Студент коледжу Метті Робертс, автор події прийшов до цієї ідеї після перегляду подкасту Джо Роґана 20 червня 2019 року, в якому Роґан проводив інтерв'ю зі стукачем Зони 51 і автором конспірологічних теорій Бобом Лазаром та кінорежисером Джеремі Корбеллом. Лазар заявляє що працював з космічним кораблем під час роботи у підземному приміщенні об'єкту «S-4», що розташовувався на той час 4 милі північніше від Зони 51 та під землею.

## Фейсбук-подія та Інтернет-мем
Метті Роберті, також відомий як стрімер SmyleeKun на сервісі Twitch, створив подію у фейсбуці 27 червня 2019 року задля жарту, не уявляючи, що вона отримає вірусне розповсюдження. За планом події учасники мають здійснити рейд в Долині Амаргоса з третьої години ранку та до шостої ранку за місцевим часом 20 вересня 2019 року. В описі події є наступна інформація: «Якщо ми будемо бігти як Наруто, ми зможемо бігти швидше за їхні кулі. Давайте побачимо прибульців», посилаючись на біговий стиль персонажу з аніме Удзумакі Наруто і деяких інших персонажів, які бігають з випрямленими руками позаду них самих, торсом нахиленим уперед та дивлячись головою вниз. Робертс повідомляв, що подія мала близько 40 учасників три дні після її публікування і раптом стала вірусною. Мем ймовірно спочатку поширився у ТікТоці, Реддіті та Інстаграмі. Фейсбук сторінка події наповнена тисячами сатиричних дописів, в яких обговорюється найкращий спосіб ввірватися на Зону 51. Після вірусного розповсюдження мему, Робертс хвилювався, що його відвідають з ФБР. Подія отримала 1.6 млн «Піду» та 1.2 млн «Зацікавлений» відповідей станом на 18 липня 2019 року. Робертс видалив подію 20 липня.
Репер Lil Nas X створив музичне відео про запланований рейд.
Ця подія дала поштовх створенню інших подібних подій, на які вже підписалися тисячі користувачів, такі як «штурм генеалогічного сховища мормонів, вони не зможуть зупинити всіх нас», «штурм Лох-Несса, чудовисько не зможе сховатися від усіх нас» і «штурм Бермудського трикутника, він не зможе поглинути всіх нас».

## Відповідь уряду
10 липня речник Повітряних сил США Лора МакЕндрюс при спілкуванні з газетою The Washington Post розповіла, що урядовці знають про цю подію і приготували попередження в якому йдеться, що «Зона 51 є відкритим майданчиком для Повітряних сил США і ми будемо перешкоджати всім, хто спробує ввірватися на зону, де проводяться навчання Повітряних сил. Повітряні сили завжди готові захистити Америку і те що їм належить». TMZ створили публікацію із посиланням на анонімного чиновника Невади, який сказав, що агентства уряду спостерігають за цією подією, і всіх, хто перетне заборонену зону буде арештовано і притягнуто до відповідальності згідно з місцевими і військовими законами. Офіцер речник військової авіабази Неллісу розповів радіостанції Лас-Вегасу, KNPR, що будь-яка спроба нелегально перетнути зону наполегливо не рекомендуються. Вірусний пост на інформаційному сайті Reddit містить інформацію про те, що Повітряні сили проводять лекції своїм підлеглим, в яких розповідається і демонструється що таке біг Наруто.